# Servicekontor för myndigheter

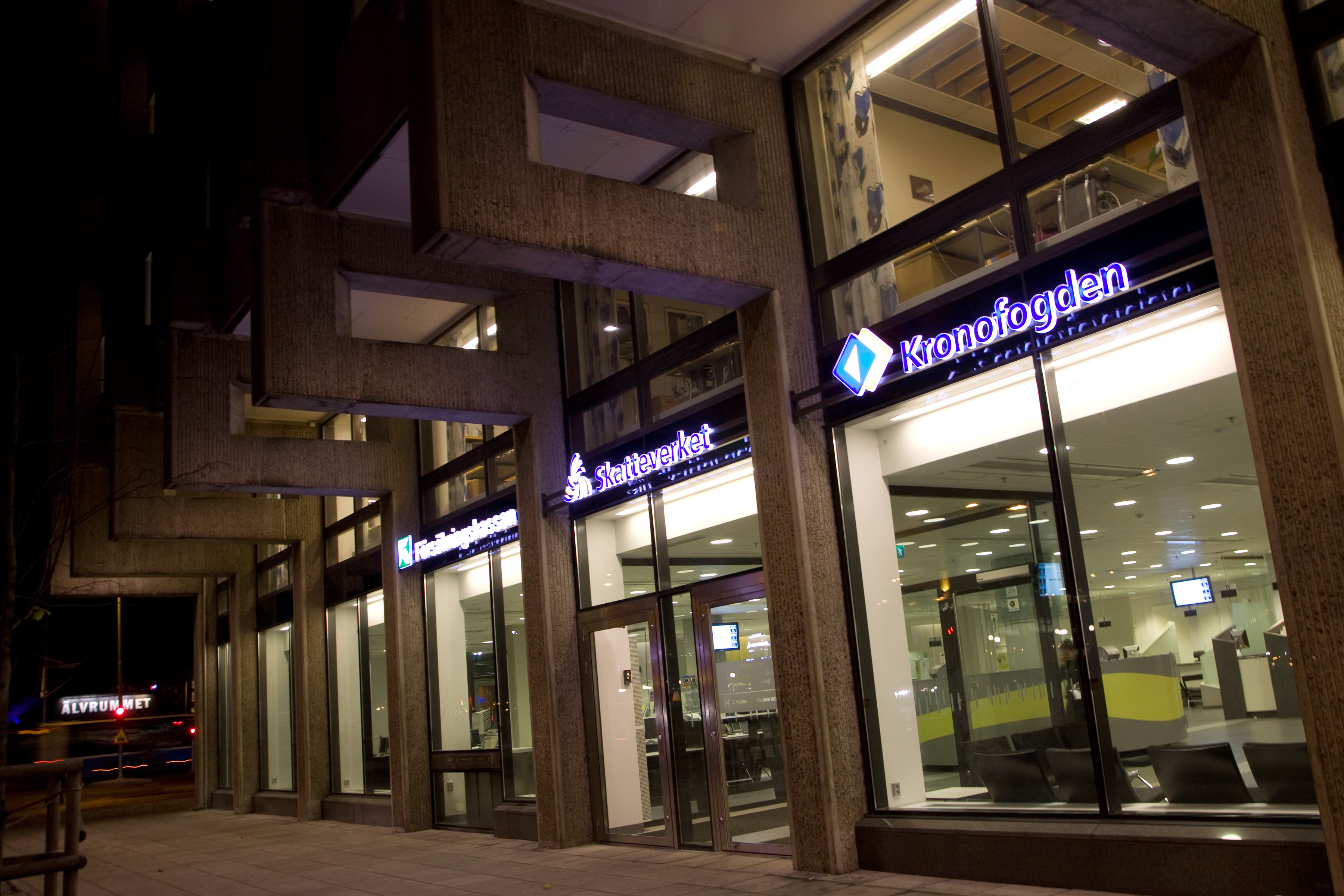
Ingången till servicekontoret i Nordstan i Göteborg

Servicekontor är ett kontor där flera statliga myndigheter kan ge medborgaren statlig service på samma plats. 2020 finns det 117 statliga servicekontor, från Kiruna i norr till Trelleborg i söder. Servicekontoren drivs av Statens servicecenter och tar årligen emot besök från omkring 3 miljoner privatpersoner, företagare och nyanlända.
De första statliga servicekontoren etablerades i Sverige 2008 av Skatteverket och Försäkringskassan.
I juni 2019 genomfördes en verksamhetsövergång som innebar att ansvaret för såväl verksamheten som personalen vid landets då 113 statliga servicekontor för första gången samlades under en och samma myndighet, Statens servicecenter. Dessförinnan hade servicekontoren formellt varit fördelade mellan Försäkringskassan och Skatteverket. Regeringens mål med att organisera de lokala servicekontoren på ett sammanhållet sätt var att stärka tillgången till grundläggande statlig service i hela landet och göra den mer kostnadseffektiv. 
I september 2019 meddelade regeringen att de beslutat att tillföra medel för öppnandet av fyra nya servicekontor i Storuman, Torsby, Vansbro och Åsele.